# Witold Szulc
Witold Stanisław Szulc (ur. 20 czerwca 1937 w Katarzynowie) – polski historyk gospodarczy, bałkanista. 
W 1960 ukończył studia historyczne i w 1968 obronił doktorat na Uniwersytecie im. Adama Mickiewicza w Poznaniu (promotorem był prof. Czesław Łuczak), w 1979 uzyskał stopień doktora habilitowanego na UAM na podstawie rozprawy Przemiany gospodarcze i społeczne w Jugosławii w okresie międzywojennym (1918-1941). W latach 1973 – 1989 był sekretarzem Zespołu Dydaktycznego Historii przy Ministerstwie Nauki i Szkolnictwa Wyższego, następnie Zespołu Dydaktyczno – Naukowego Nauk Historycznych przy Ministerstwie Edukacji Narodowej. W latach 1968–1990 członek PZPR.
W latach 1988 – 1991 był dziekanem Wydziału Historycznego Uniwersytetu im Adama Mickiewicza w Poznaniu,
Od 1991 profesor nadzwyczajny na UAM. W latach 1994 – 2007 Kierownikiem Zakładu Bałkanistyki Instytutu Historii UAM. Od 1993 r. przez około 10 lat przewodniczył Komisji Bałkanistyki przy Oddziale PAN w Poznaniu.
Od 1966 r.  jest współredaktorem wydawnictwa ciągłego „Studia Historiae Oeconomicae”, od 1993 r. współredaktorem czasopisma „Balcanica Posnaniensia", od kilku lat wchodzi w skład komitetu redakcyjnego „Studiów z Dziejów Rosji i Europy Środkowo – Wschodniej” wydawanych przez Instytut Historii PAN w Warszawie.
W życiu prywatnym jest żonaty (żona Jadwiga), ma dwie córki (Agnieszka i Paulina).

## Publikacje
- Położenie klasy robotniczej w Wielkopolsce w latach 1871-1914, Poznań 1970.
- Przemiany gospodarcze i społeczne w Jugosławii w okresie międzywojennym (1918-1941), Poznań 1980.